# Zammara
Zammara (лат.) — род певчих цикад. Крупные цикады с яркой переливающейся изумрудно-зелёно-голубой окраской. Как и все певчие цикады, издают громкие брачные призывы. Обитают в тропических лесах Южной и Центральной Америки, особенно разнообразны вблизи экватора.

## Виды
В роде Zammara 15 видов:
- Zammara brevis (Distant, 1905) — Колумбия;
- Zammara calochroma Walker, 1858 — Колумбия;
- Zammara erna Schmidt, 1919 — Эквадор;
- Zammara eximia (Erichson, 1848) — Британская Гвиана;
- Zammara hertha Schmidt, 1919 — Эквадор, Перу;
- Zammara intricata Walker, 1850 — Пуэрто-Рико;
- Zammara lichyi Boulard & Sueur, 1996 — Венесуэла;
- Zammara luculenta Distant, 1883
- Zammara medialinea Sanborn, 2004 — Венесуэла;
- Zammara nigriplaga Walker, 1858 — Южная Америка;
- Zammara olivacea Sanborn, 2004 — Колумбия;
- Zammara smaragdina Walker, 1850 — Мексика;
- Zammara smaragdula Walker, 1858 — Южная Америка;
- Zammara strepens Amyot & Audinet Serville, 1843 — Бразилия;
- Zammara tympanum (Fabricius, 1803) — Бразилия.

## Фото
- Zammara sp., Восточная Мексика
- Zammara smaragdula, Белиз
- Zammara smaragdina, только что вышедшая из личинки, Панама